# Cuphodes
Cuphodes is een geslacht van vlinders uit de familie mineermotten (Gracillariidae).
Het geslacht omvat volgende soorten:
- Cuphodes didymosticha Turner, 1940
- Cuphodes diospyri Vári, 1961
- Cuphodes diospyrosella (Issiki, 1957)
- Cuphodes dolichocera Vári, 1961
- Cuphodes habrophanes Turner, 1940
- Cuphodes holoteles (Turner, 1913)
- Cuphodes lechriotoma (Turner, 1913)
- Cuphodes leucocera Vári, 1961
- Cuphodes lithographa (Meyrick, 1912)
- Cuphodes maculosa Turner, 1940
- Cuphodes melanostola (Meyrick, 1918)
- Cuphodes niphadias (Turner, 1913)
- Cuphodes paragrapta (Meyrick, 1915)
- Cuphodes plexigrapha (Meyrick, 1916)
- Cuphodes profluens (Meyrick, 1916)
- Cuphodes thysanota Meyrick, 1897
- Cuphodes tridora Meyrick, 1911
- Cuphodes wisteriella Kuroko, 1982
- Cuphodes zophopasta (Turner, 1913)